# Patrik Hrošovský
Patrik Hrošovský, född 22 april 1992, är en slovakisk fotbollsspelare som spelar för Genk samt för Slovakiens landslag.

## Klubbkarriär
Hrošovský blev klar för den belgiska klubben Genk den 16 augusti 2019, kontraktet varar fram till den 30 juni 2024.

## Landslagskarriär
Den 14 november 2014 debuterade Hrošovský för det slovakiska landslaget i en vänskapsmatch mot Finland. Matchen slutade 2-1 till Slovakien.